# 히로세 오사무
히로세 오사무(일본어: 広瀬 治, 1965년 6월 6일 ~ )는 일본의 전 축구 선수이다.

## 구단 경력
1984년 일본 사커 리그의 미쓰비시 중공(우라와 레즈)에 입단했다. 1986-87년에 일본 사커 리그와 1987-88년에 일본 사커 리그 3위. 2000년까지 326경기에 출전하여, 31득점을 넣었다. 2000년후 현역 은퇴.